# Tobrilus andrassyi
Tobrilus andrassyi is een rondwormensoort uit de familie van de Tobrilidae.